# Fluorophosphate de diisopropyle
Diisopropylfluorophosphate
Le fluorophosphate de diisopropyle ou diisopropylfluorophosphate (DFP, DIFP), est un composé chimique de formule (H3C)2HC–O–P(=O)F–O–CH(CH3)2. Il se présente sous la forme d'un liquide incolore huileux faiblement volatil et qui se décompose au contact de l'eau. C'est une neurotoxine qui agit en inhibant l'acétylcholinestérase par une « réaction suicide » dans le site actif de cette enzyme, ce qui bloque la dégradation de l'acétylcholine, un neurotransmetteur. Il s'ensuit une dépolarisation persistante des synapses par l'acétylcholine qui n'est plus dégradée dans les cellules exposées au DIFP, ce qui conduit à des paralysies et à la mort lorsque les muscles respiratoires sont atteints.
Le DIFP est aussi un inhibiteur très efficace des protéases à serine, dont le mécanisme catalytique est très similaire à celui de l'acétylcholinestérase, caractérisé par la présence d'une sérine réactive. Il est parfois utilisé comme tel en biochimie, pour éviter la protéolyse lors des purifications de protéines.

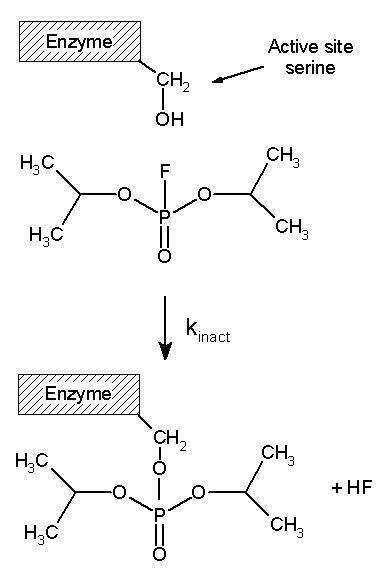
Mécanisme d'inhibition d'une protéase à sérine par le DFP.